# مصطفى متولي
مصطفى متولي (29 أغسطس 1949 – 5 أغسطس 2000) ممثل مصري، وُلد في مدينة بيلا بمحافظة كفر الشيخ عام 1949، وتعلم في معهد الفنون المسرحية ليتخرج ممثلاً، وتمكن من إيجاد موقع مميز له. توفي عن عمر يناهز 51 عاماً.

## موهبته وأعماله
أثناء دراسته ظهرت موهبته في التمثيل إذ عمل في مسرح المدرسة ثم انتقل إلى القاهرة من أجل الدراسة، فالتحق بمعهد الفنون المسرحية. عمل في مسرح الحكيم في عده مسرحيات مثل "يا سلام سلم..الحيطه بتتكلم"، وغيرها. أدى الكثير من الأعمال السينمائية والمسرحية والتلفزيونية، بعض أدواره كانت دور أول وبعضها دور ثان، إلا أن مصطفى كان ممثلا جاداً في عمله حريص على أدائه.

## أعماله الفنية

### أفلام
| - ليه خلتني أحبك:2000-مدير المنزل - يمين طلاق:2000 - كلام الليل:1999-رفقي مدير مباحث الآداب - نور ونار:1999 - رسالة إلى الوالي:1998-عدلي .. تاجر الأثار - عيش الغراب:1997-الصول رضوان - الزمن والكلاب:1996-ضيف الفلم - إنذار بالقتل:1996-فاضل - بخيت وعديلة 2: الجردل والكنكة:1996-عضو مجلس الشعب - ضيف شرف - المراكبي:1995 - بخيت وعديلة:1995-زعيم العصابة | - الإرهابي:1994-هاني - اللعب مع الأشرار:1993-حسن الأكوع - المنسي:1993-فوزي - المسئول السابق - لهيب الانتقام:1993-احد التجار - الطعنة الأخيرة:1991-يوسف البكري (جو) - اللعب مع الكبار:1991-الأسيوطي - شمس الزناتي:1991-سيد سبرتو - مسجل خطر:1991-طارق شاهين - الراقصة والسياسي:1990-برهام - مدير مكتب خالد مدكور - بلاغ للرأي العام:1990-جلال وهدان | - جزيرة الشيطان:1990-الزغبي - حنفي الأبهة:1990-رشاد - المولد:1989-جابر - الوحوش الصغيرة:1989-شوقي - آسف للإزعاج:1988 - أصدقاء الشيطان:1988-حسان - الأسطى المدير:1988-مدحت - مدرسة الحب:1988-هيثم - النمر والأنثى:1987-رُمانه - سلام يا صاحبي:1987-المعلم بلائسي | - رمضان فوق البركان:1985-وكيل النيابة - النصابين:1984 - عنتر شايل سيفه:1983-صابر - دماء على الثوب الوردي:1981-مُحقق الشرطة - الأشجار تموت واقفة:1980 - ضربة شمس:1980-جلال - لا تظلموا النساء:1980-حسنين - دائرة الانتقام:1976-ضابط شرطة - الكرنك:1975-من المعتقلين - خلي بالك من زوزو:1972 |

### مسلسل
| - أوبرا عايدة:2000-عزيز بك - حلم العمر:2000 - خيوط من ذهب:2000 - درب ابن برقوق:2000-حسام - عفوا هذا حقي:2000 - أم كلثوم:1999-حسن كامل - بنت الأسيوطي:1999 - حارة الطيب:1999 - سامحوني ماكنش قصدي:1999-حمزة - عمو عزيز:1999 - وبعد الظلام تشرق الشمس:1999 - الإمام الترمذي:1998-حماد - اللعب في المضمون:1998-مصطفى - حارة المعروف:1998 - حبشي في الهواء الطلق:1998 - رياح الشرق:1998-الكونت ألفونسو - قضبان من الوهم:1998 - لا شيء يهم:1998 - التوأم:1997-متولي - بحار الغربة:1997 | - جمهورية زفتى:1997 - حلم الجنوبي:1997-حمودة - حياة الجوهري:1997-مجدي - هارون الرشيد:1997-الفضل بن يحيى البرمكي - لن أعيش في جلباب أبي:1996-محفوظ سردينة - اثنين في واحد:1995 - البراري والحامول:1995-عبد الرازق - الخروج من المأزق:1995-فوزي - ألف ليلة وليلة: علي بابا والأربعين حرامي:1995-الوزير عتيق - أنا اللي أستاهل:1995-عمر - السقوط في الهاوية:1994 - حلم الثراء الجميل:1994 - عمر بن عبد العزيز:1994-يزيد بن المهلب - الثعلب:1993-عفيفي - أمهات في بيت الحب:1993-مراد - لم يكن أبدا لها:1993 - البحث عن عبده:1992-عبده الصعيدي - العودة:1991-فارس - البعض يتسلّق الهرم:1990-فايز - نقطة تحول:1990-عاشور | - الإسلام حضارة:1989-الخليفة الاندلسي - الرحلة:1989-ضيف شرف - أنا وانت وبابا في المشمش:1989-إسماعيل - الإسلام والإنسان:1988 - رأفت الهجان ج1، 2:1988، 1990-حسن صقر - بكيزة وزغلول:1987-هشام - الذئب الأزرق:1986-يوسف - دعوة للحب:1984-شوقي - من القصص العظيم:1984 - الجزار الشاعر:1983 - الأزهر الشريف منارة الإسلام:1982-الدكتور أحمد - الضياع:1982 - أمير الشعراء: أحمد شوقي:1982-أبو الفتوح - ياسين وبهية:1982-مأمون - اللعبة:1981-ذكري - بعثة الشهداء:1981 - ابتسامة بين الدموع:1980-أحمد عطية - من الجاني:1980 - الشوارع الخلفية:1979-د. عبدالعزيز - زيارة ودية:1979-لطفي منصور | - طيور بلا أجنحة:1979-زين - فرسان الله:1979 - لا يا ابنتي العزيزة:1979 - الغضب / وراء المجهول:1978-عادل - الجريمة:1977-خالد - الزوبعة:1977-صالح - مارد الجبل:1977-رواس - اللسان المر:1976 - أم العروسة:1976-شفيق - على باب زويلة:1976-تيمور - الشاطئ المهجور:1975 - الدليل المفقود-جمال عمران - الدنيا الجديدة-عباس - حلم العمر - رجل لهذا الزمان - غريب يا ولدي - للحب بقية - مشوار سلامة - موعد مع الخوف-أحمد - وجاء الإسلام بالسلام |

| - بودي جارد:1999-نسيم المحامي (عروض السنة الأولى) - الزعيم:1993-نعيم - الواد سيد الشغال:1985-شريف - ست الملك:1978 - العمر لحظة:1974 - حدث في أكتوبر | \| - الأبناء:1998-مصطفى - الأرملة والمأمون:1988 - زهرة في نهر الحب:1982 - حكاية مغاوري - دائرة الاسرار - دعاء \| - اعرف نفسك \| |
| - الأبناء:1998-مصطفى - الأرملة والمأمون:1988 - زهرة في نهر الحب:1982 - حكاية مغاوري - دائرة الاسرار - دعاء                                          | - اعرف نفسك |

## وفاته
بعد انتهائه من العرض مساء يوم السبت 5 أغسطس 2000م لمسرحية بودي جارد، انتابته أزمة قلبية مفاجئة توفي على إثرها فورا. أعلنت حالة الحداد بين أسرة المسرحية وتوقفت عروضها بناء على قرار الفنان عادل إمام وهو شقيق زوجة مصطفى وخال أولاده الثلاثة عمر وعصام وعادل، كما تعطل تصوير مسلسلين آخرين كان مشتركا بهما.

## روابط خارجية
- مصطفى متولي على موقع IMDb (الإنجليزية)
- مصطفى متولي على موقع الدهليز
- مصطفى متولي على موقع قاعدة بيانات الأفلام العربية
- مصطفى متولي على موقع قاعدة بيانات الفيلم (الإنجليزية)
- مصطفى متولي على موقع كينوبويسك (الروسية)